# Spitziger Berg (Glatzer Schneegebirge)
Der Spitzige Berg (polnisch Igliczna) ist ein markanter Berg im Massiv des Glatzer Schneebergs, gelegen im nordwestlichen Teil des Massivs und nordwestlich des Dorfs Międzygórze (Wölfelsgrund).

## Geologie
Der Berg hat einen markanten kegelförmiger Gipfel mit steilen Abhängen und einer markanten Spitze, die das Ende des Rückens Winterlehne bildet, der vom Schwarzen Berg (Czarna Góra) und der Urlichkoppe (Jaworowa Kopa) nach Westen verläuft.
Der Spitzige Berg besteht aus Gneis, der im Gipfelbereich einen aus Felsschutt wachsenden Felsgrat bilden. Die charakteristische Form des Berges und seine Lage am Rande des Massivs, das zum Oberen Neißegraben hin steil abfällt, macht den Berg im Gelände erkennbar.

## Wanderwege
- Gelbe Markierung führt von Bystrzyca Kłodzka (Habelschwerdt) über den Spitzigen Berg zum Bergkurort Międzygórze (Wölfelsgrund)
- Grüne Markierung führt von Wölfelsgrund zum Schwarzen Berg (Czarna Góra) und zum Sattel Przełęcz Puchaczówka (Puhupass), wo sich die roten, grünen, blauen und gelben Wanderwege treffen.
- Rote Markierung führt vom Dorf Wilkanów (Wölfelsdorf) über Wölfelsgrund (Międzygórze) zur Hütte auf dem Glatzer Schneeberg